# Novopangea

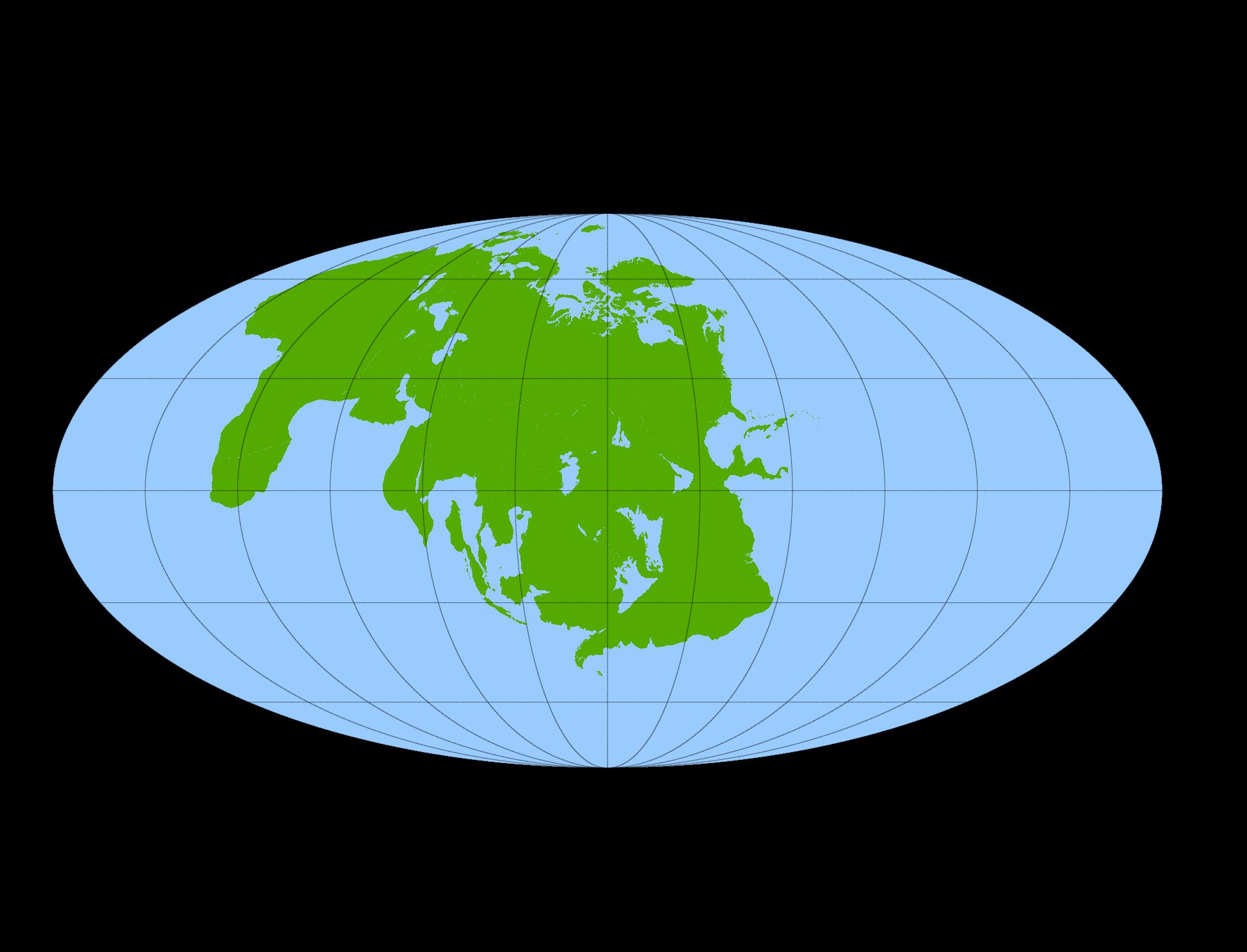
Mapamundi de Novopangea.

Novopangea, también denominado como Nueva pangea o Pangea II  es un posible hipotético supercontinente del futuro, que podría existir dentro de 250 millones de años. Fue postulado por Roy Livermore a finales de 1990 en la revista New Scientist. Supone el cierre del océano Pacífico, el acoplamiento de Australia con Asia Oriental y el movimiento al norte de la Antártida. Su hipótesis es diferente a otras versiones del próximo supercontinente; Amasia y Pangea última. La formación de Novopangea fue mostrada en la serie Futuro salvaje.